# 劉鉉
劉 鉉（ユ・ヒョン、ハングル：유현、1984年8月1日 - ）は、大韓民国・全羅南道長興郡出身のサッカー選手。ポジションはゴールキーパー（GK）。元韓国代表。

## 来歴
2007年、ナショナルリーグ（セミプロ）の蔚山現代尾浦造船に加入。2008年のリーグ優勝に大きく貢献し、年間MVPを獲得した。
2008年12月、ナショナルリーグ連覇を成し遂げた後、Kリーグ新人ドラフトに参加し、恩師であるチェ・スンホが新監督に就任した江原FCに指名され入団。2009年7月12日、大田シチズンとの試合で前半36分にゴールキックからチーム2点目をアシスト。Kリーグでアシストを記録した7番目のゴールキーパーとなった。3シーズンの間、江原FCの正守護神として活躍した。
江原FCとの契約満了後、2011年11月28日にフリーで仁川ユナイテッドFCに加入
。2013年シーズン前、兵役義務のため安山警察庁サッカー団に入団し、2014シーズン終了後に仁川に復帰。
2015年シーズン終了後、FCソウルに移籍。2016年シーズン以降は不安定なパフォーマンスが目立つようになり、レギュラーの座を失った。
2019年1月10日、FCソウルから栃木SCに移籍。移籍後は正GKとしてプレーしていたが、10月3日の練習中に左腓骨骨折の重症を負い離脱。結局シーズン終了まで復帰できず、1年で退団した。
2020年、水原FCへ完全移籍。

## 個人成績
| 国内大会個人成績 | 国内大会個人成績 | 国内大会個人成績 | 国内大会個人成績 | 国内大会個人成績 | 国内大会個人成績 | 国内大会個人成績 | 国内大会個人成績 | 国内大会個人成績 | 国内大会個人成績 | 国内大会個人成績 | 国内大会個人成績 |
| 年度             | クラブ           | 背番号           | リーグ           | リーグ戦         | リーグ戦         | リーグ杯         | リーグ杯         | オープン杯       | オープン杯       | 期間通算         | 期間通算         |
| 年度             | クラブ           | 背番号           | リーグ           | 出場             | 得点             | 出場             | 得点             | 出場             | 得点             | 出場             | 得点             |
| 日本             | 日本             | 日本             | 日本             | リーグ戦         | リーグ戦         | リーグ杯         | リーグ杯         | 天皇杯           | 天皇杯           | 期間通算         | 期間通算         |
| ---------------- | ---------------- | ---------------- | ---------------- | ---------------- | ---------------- | ---------------- | ---------------- | ---------------- | ---------------- | ---------------- | ---------------- |
| 2019             | 栃木             | 50               | J2               | 34               | 0                | -                | -                |                  |                  |                  |                  |
| 通算             | 日本             | 日本             | J2               | 34               | 0                | -                | -                |                  |                  |                  |                  |
| 総通算           | 総通算           | 総通算           | 総通算           | 34               | 0                | 0                | 0                |                  |                  |                  |                  |

## 代表歴
- 2008年 韓国代表